# Neptune (mythologie)
Pour les articles homonymes, voir Neptune.
 (juin 2021).
Si vous disposez d'ouvrages ou d'articles de référence ou si vous connaissez des sites web de qualité traitant du thème abordé ici, merci de compléter l'article en donnant les références utiles à sa vérifiabilité et en les liant à la section « Notes et références ».
Neptune (en latin Neptūnus) est, à l'origine, un dieu entièrement latin. Dans la mythologie romaine, il est le dieu des eaux vives et des sources. Il est aussi le protecteur des pêcheurs, des bateliers et des chevaux d'après Virgile. Il apparaît dans le lectisterne de 399 av. J.-C., associé à Mercure, et en 217 av. J.-C. aux côtés de Minerve.
C'est seulement à partir de l'époque des guerres puniques (264 à 146 av. J.-C.) que les Romains démontrent leur supériorité navale et assimilent Neptune au dieu grec Poséidon. Ainsi, en adéquation avec les mutations de leur civilisation, les Latins ont su transformer une ancienne divinité des eaux douces en dieu des Mers. Neptune est donc totalement confondu avec celui-ci : il reprend les légendes grecques du dieu, ses attributs, les mêmes descendances, c'est pourquoi peu de choses subsistent de son caractère propre.
Cette transformation s'illustre notamment par l'association de Neptune à la déesse Salacie, divinité de l'eau salée et donc de la mer, qui complète les attributs de Neptune.
Chez les Étrusques, son nom est Nethuns, dieu de l'eau et des océans, clairement inspiré de Poséidon. Cependant on ignore quelle influence exerce l'un sur l'autre.

## Étymologie

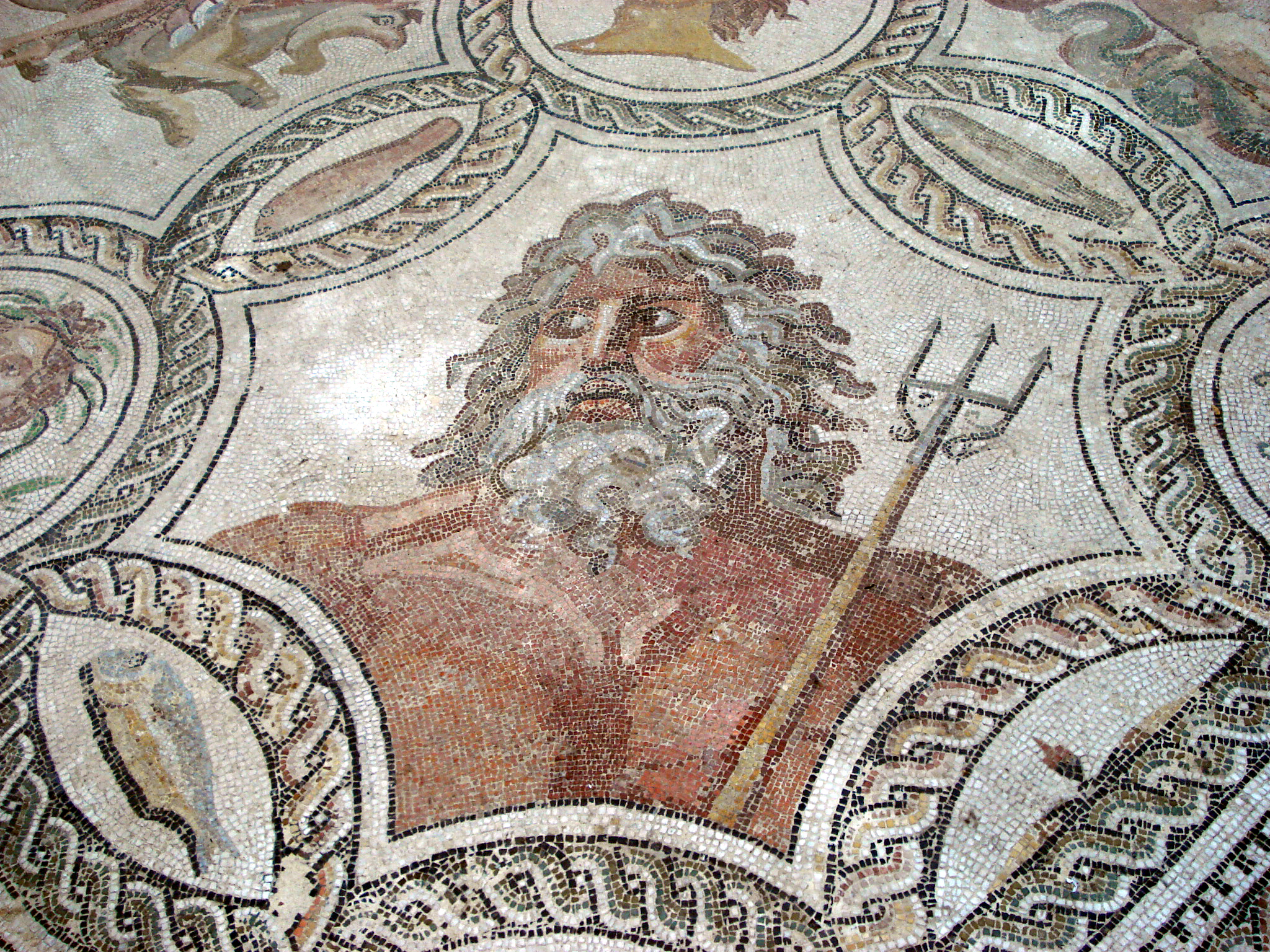
Mosaique de Neptune (Musée archéologique régional Antonino-Salinas, Palerme).

L'étymologie de Neptune est complexe et loin d'être totalement élucidée. Plusieurs hypothèses coexistent aujourd'hui. Le nom de Neptune pourrait provenir de la racine indo-européenne *nebh, signifiant « humide », « mouillé » ou « relatif aux nuages ». Cependant, Georges Dumézil a rapproché le nom de Neptune du dieu de la mythologie indo-iranienne Apam Napat, « le Descendant des Eaux ». Les deux noms proviendraient de la racine indo-européenne *nepot-, « le descendant », que l'on retrouve dans le latin nepos, « le neveu ». Neptune serait donc un avatar d'un dieu d'origine indo-européenne, qualifié de « Descendant [des Eaux] », qui repose sur l'énigme du « Feu des eaux », basée sur la conception de la présence d'un feu latent qui passe de l'eau dans les plantes,.

## Assimilation romaine du mythe grec

### Légendes et mythes
Les légendes et mythes au sujet de Neptune proviennent essentiellement de la réappropriation par les Romains des mythes grecs. Ainsi, on ne sait pas précisément si Neptune possédait à l'origine une mythologie d'origine latine. Neptune apparaît en tout cas de façon claire dans au moins une légende proprement romaine.
Les informations directes sur Neptune sont extrêmement réduites.
La reprise du mythe grec de Poséidon fait de Neptune le fils de Saturne et de Ops (assimilée à Cybèle) et le frère de Jupiter et de Pluton. Saturne, ne souhaitant pas avoir de descendance, mangeait ses enfants dès leur naissance. Un jour, Cybèle mit au monde des jumeaux et, voulant sauver au moins l'un de ses enfants du tragique sort qui leur était destiné, elle en cacha un dans une bergerie d'Arcadie et le remplaça par une pierre qu'elle enveloppa dans des langes : c'était Jupiter qui, par la suite, l'obligea à régurgiter ses frères et sœurs. Dans le partage de l'univers que firent Neptune, Jupiter et Pluton, Neptune eut pour lot la mer, les îles et tous les rivages.
Son épouse est Salacia, fille de Doris et de Nérée. Cette nymphe refusa d'abord d'épouser Neptune et se cacha pour se soustraire à ses poursuites. Mais un dauphin, chargé des intérêts de Neptune, la trouva au pied du mont Atlas, la persuada d'accéder à la demande du dieu, et, pour sa récompense, l'animal fut placé parmi les astres. Elle eut de Neptune un fils appelé Triton et plusieurs nymphes marines : elle fut aussi, dit-on, la mère des Cyclopes.
Il participa à la fondation de la muraille de Troie mais le roi Laomédon refusa de le payer ; alors Neptune prit parti pour les Grecs. De plus, Neptune apaisa la colère de Junon face aux Troyens. En effet, celle-ci s'acharna contre Énée en demandant à Éole, dieu des vents, de déchainer les vents sur les eaux. Neptune, furieux que les vents se déchaînent sans son ordre, ordonna aux Océans et à Éole de ramener le calme en disant : « sans mon ordre, vous osez […] bouleverser ciel et terre […], hâtez-vous de disparaître […], c'est à moi que l'on a donné l'Empire de la mer et le trident ».

### Le débordement du lac Albain
Dans les récits romains, cet événement historique, teinté de légende, nous montre l'un des rares cas dans lesquels les Romains interprètent leur Histoire par une intervention divine. En effet, la date historique du débordement soudain du lac Albain puis de la domestication de ses eaux est associée par les Romains à la date officielle de la célébration de Neptune, les Neptunalia le 23 juillet. Cette légende correspond bien avec les attributs d'un dieu originellement maître des eaux douces « vives ».

## Culte

### Lieux de culte
Neptune avait un temple sur le Champ de Mars ; Tite-Live le mentionne déjà à la date de 207. Ce temple aurait remplacé un autel plus ancien.
Un autre temple a été construit en 122 av. J.-C. sur le Champ de Mars (Rome).
Neptune était aussi célébré près du Tibre, dans le port d'Ostie, où l'un des thermes lui était dédié, les Thermes de Neptune.

### LesNeptunalia
Neptune était honoré à Rome à l'occasion des Neptunalia, pendant deux jours à partir du 23 juillet de chaque année. Cette cérémonie, réalisée en pleine chaleur, est assez obscure et difficile à interpréter : d'après Varron, les Romains construisaient à cette occasion des huttes de bois vert pour se procurer de l'ombre, et avaient des activités festives. Cette fête était liée aux Lucaria (fêtes des bois). On sacrifiait un taureau à Neptune. En outre, les jeux du cirque, à Rome, lui étaient consacrés sous le nom d'Hippius.

## Monuments
Après la bataille d'Actium (31 av. J.-C.), Octave attribue à Neptune sa victoire sur Marc Antoine et Cléopâtre, reine d’Égypte. Un temple est érigé en son honneur six ans plus tard près du cirque Flaminius.

## Symboles et attributs
On reconnaît Neptune grâce à ses caractéristiques. Celles-ci permettent de l'identifier sur ses différentes représentations dans la littérature, la sculpture, la poterie, la peinture, les mosaïques ou encore les fresques.
Ses attributs sont le trident, le char tiré par des chevaux ou des hippocampes, la barbe, qui est la plupart du temps drue et complète, la chevelure ondulée, souvent hirsute et libre.
Les animaux qui lui sont attribués sont le cheval, l'hippocampe (animal mythique mi-poisson et mi-cheval), le dauphin, les poissons, le taureau, le bélier.

## Représentations artistiques

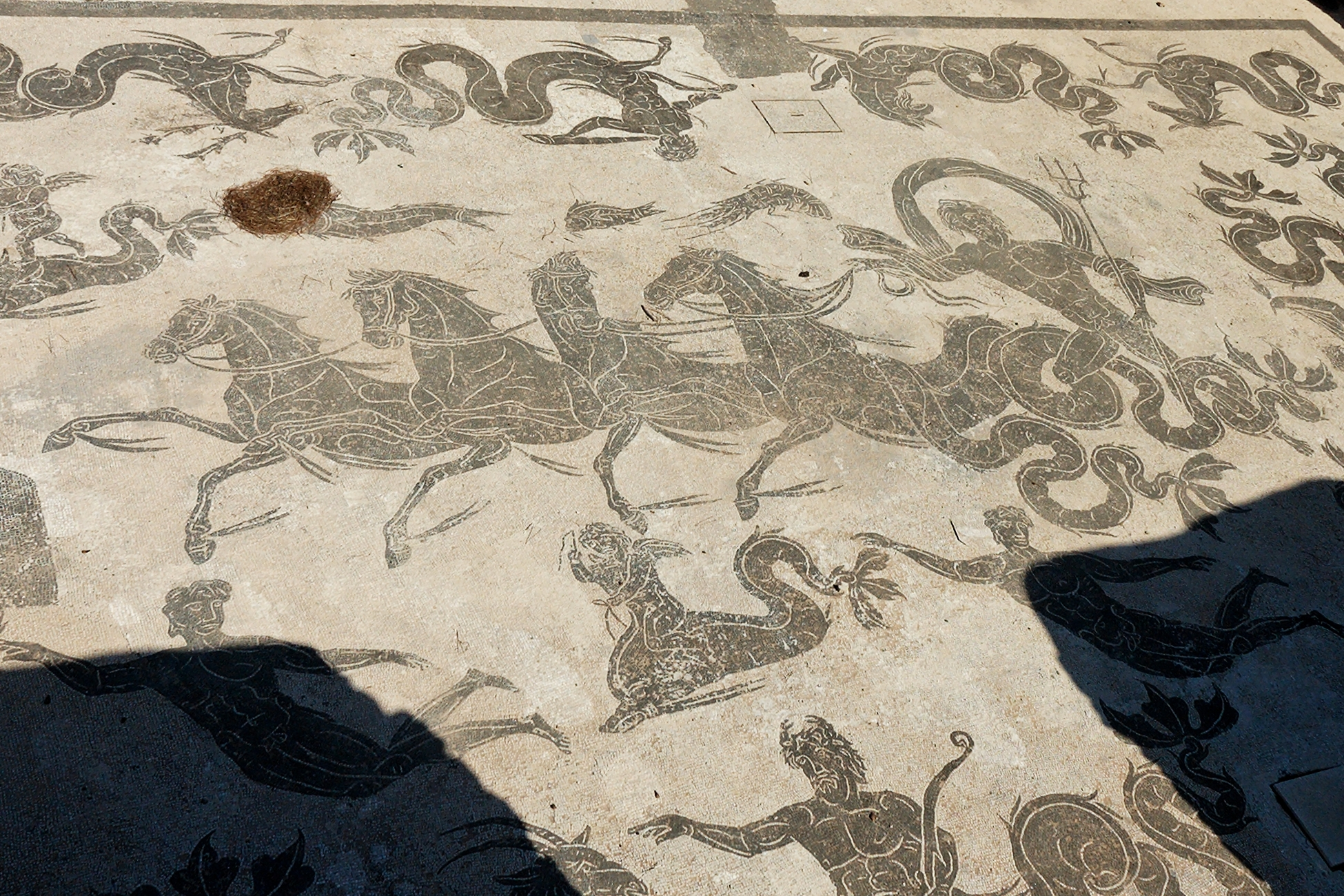
Triomphe de Neptune, thermes de Neptune à Ostie.

### Neptune
Dans l'art comme dans la littérature, Neptune est confondu avec Poséidon. Neptune est la plupart du temps représenté sur des fontaines comme la Fontaine de Neptune à Madrid ou la Fontaine de Neptune à Florence. Ainsi, comme son homologue grec, le dieu Neptune est représenté nu, avec une longue barbe et le trident à la main. Il peut être tantôt assis, tantôt debout sur les flots de la mer et souvent sur un char traîné par deux ou quatre dauphins ou chevaux. Ceux-ci sont quelquefois ordinaires, quelquefois marins et ont la partie inférieure du corps terminée en queue de poisson.
Neptune est aussi représenté avec son cortège marin ou aux côtés de son épouse Amphitrite. Sur l'une des mosaïques des thermes de Neptune à Ostie : le Triomphe de Neptune, le dieu se trouve au centre avec ses quatre chevaux. Il tient son trident de la main gauche et de l'autre tient les rênes des chevaux. Il est nu, musclé, barbu et le bas du corps est à cheval sur la queue de poisson du destrier. Il est fier et entouré des néréides.

### Neptune et Minerve (Athéna)
La confrontation entre Neptune et Minerve (Athéna) est bien représentée. Neptune et Minerve se disputent la possession de l'Attique. À Athènes, Neptune frappe le sol de son trident et en fait jaillir une source d'eau salée, ou, selon les versions, il apprend l'art de monter à cheval aux athéniens. Quant à Minerve, elle offre au peuple un olivier. Les Athéniens choisissent Minerve car ils jugent plus utile le présent de la déesse.
Ce combat est représenté sur l'amphore d'Amasis conservé au Cabinet des Médailles de la bibliothèque nationale de France.
Cette confrontation se trouvait aussi en sculpture sur le fronton ouest du Parthénon mais il n'en reste pratiquement rien.

### Neptune et les héros

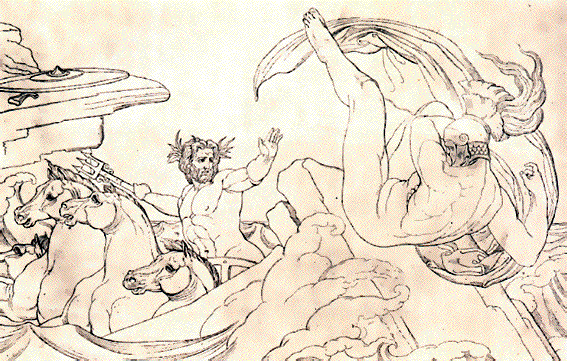
Neptune tuant Ajax, Bonaventura Genelli (1798–1868).

Neptune est lié avec certains héros de la mythologie. Pour satisfaire la vengeance de Minerve il tue Ajax par l'intermédiaire de son fils Nauplios. Il apaise la tempête qui menace Énée.

## Neptune dans la culture et les sciences

### Peinture

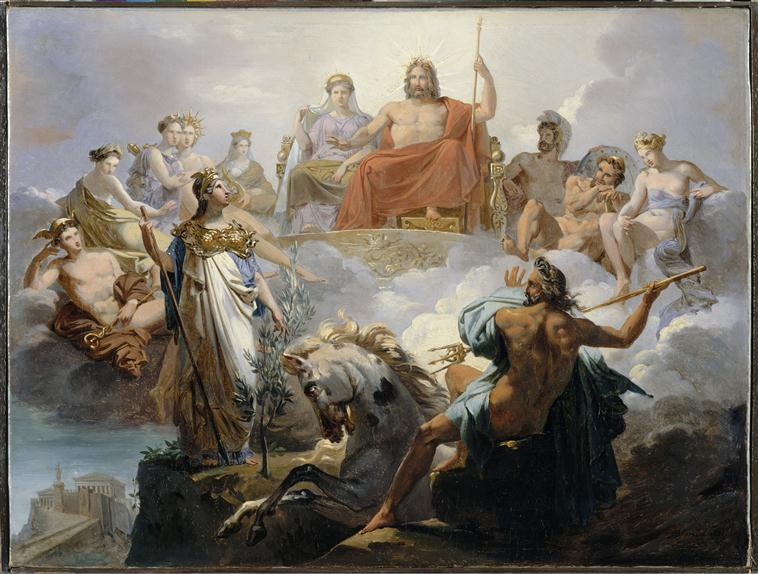
La dispute de Neptune et Athéna, Merry Joseph Blondel

Au XIXe siècle, Merry Joseph Blondel a peint La dispute de Minerve et de Neptune. Le tableau est conservé au musée du Louvre.
Au premier plan se trouve Neptune sur son cheval ; au second plan, Minerve se tient debout, regardant son père Jupiter. À ses pieds un olivier prend forme. En arrière-plan, les dix dieux de l'Olympe assistent au combat. En bas à gauche du tableau, nous apercevons l'Acropole qui identifie le lieu de la  confrontation.
Nicolas Poussin l'a représenté dans Le triomphe de Neptune (vers 1635).

### Sculpture
Au XVIIIe siècle, Augustin Pajou a sculpté son Neptune.

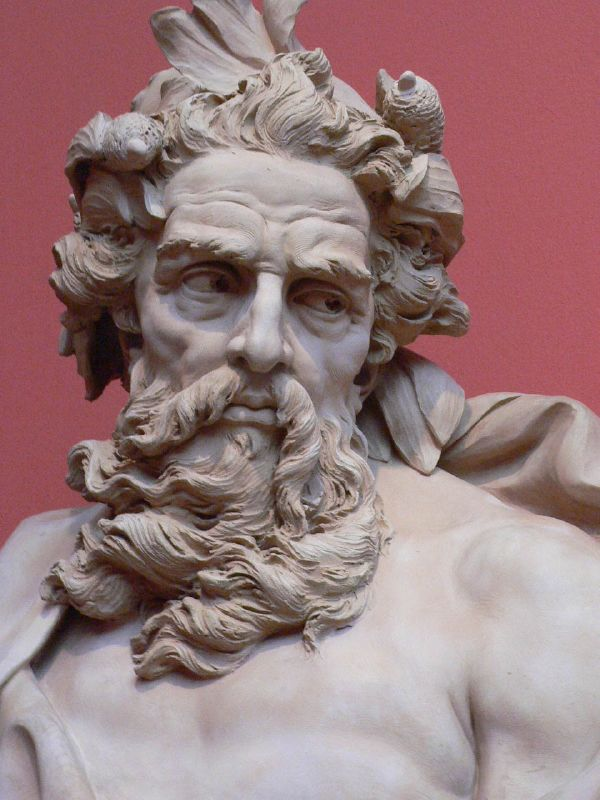
Neptune, 1725, musée d'art du comté de Los Angeles, Californie.
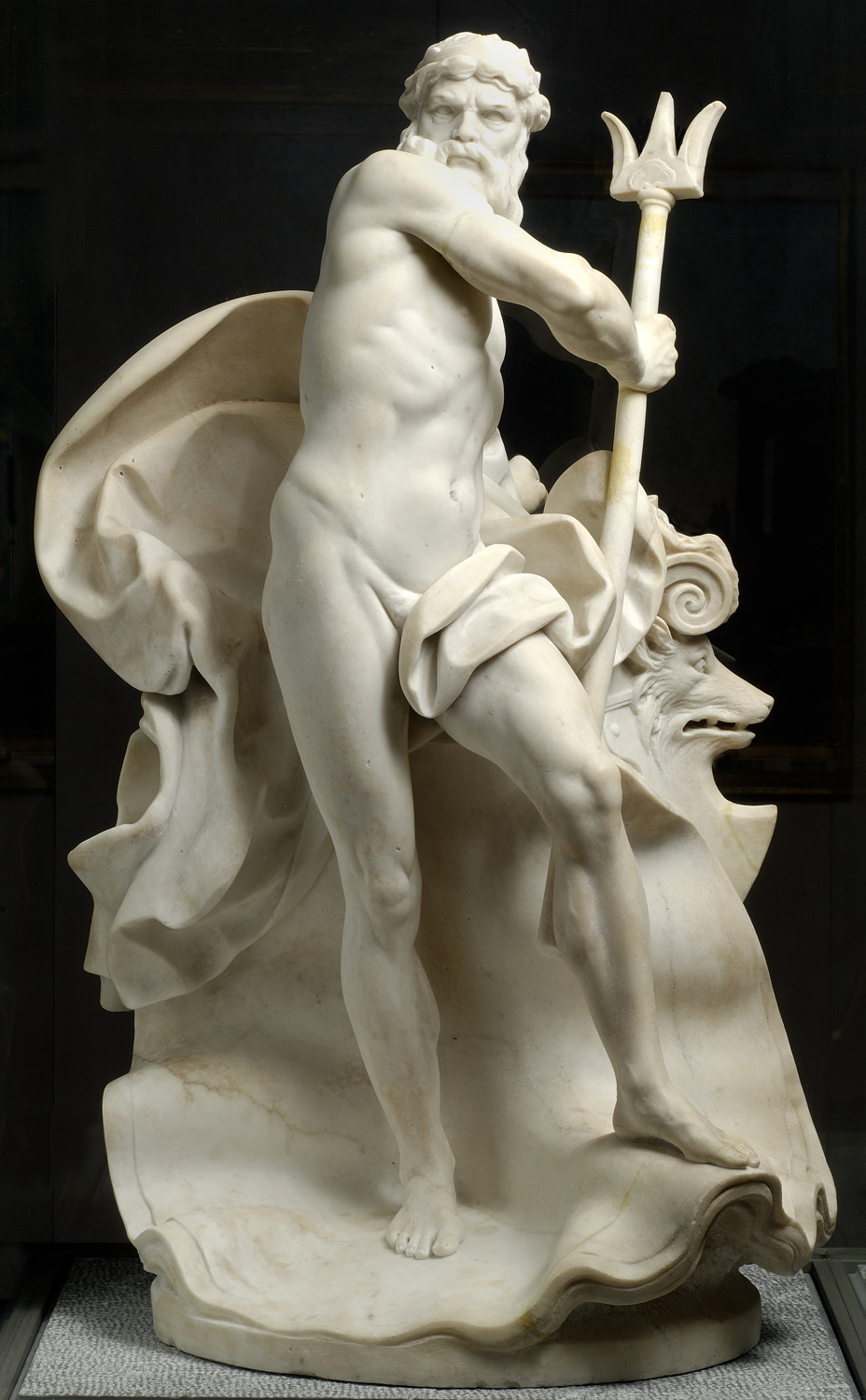
Neptune, statue en marbre, Augustin Pajou, 1767, Musée des beaux-arts de Lyon.
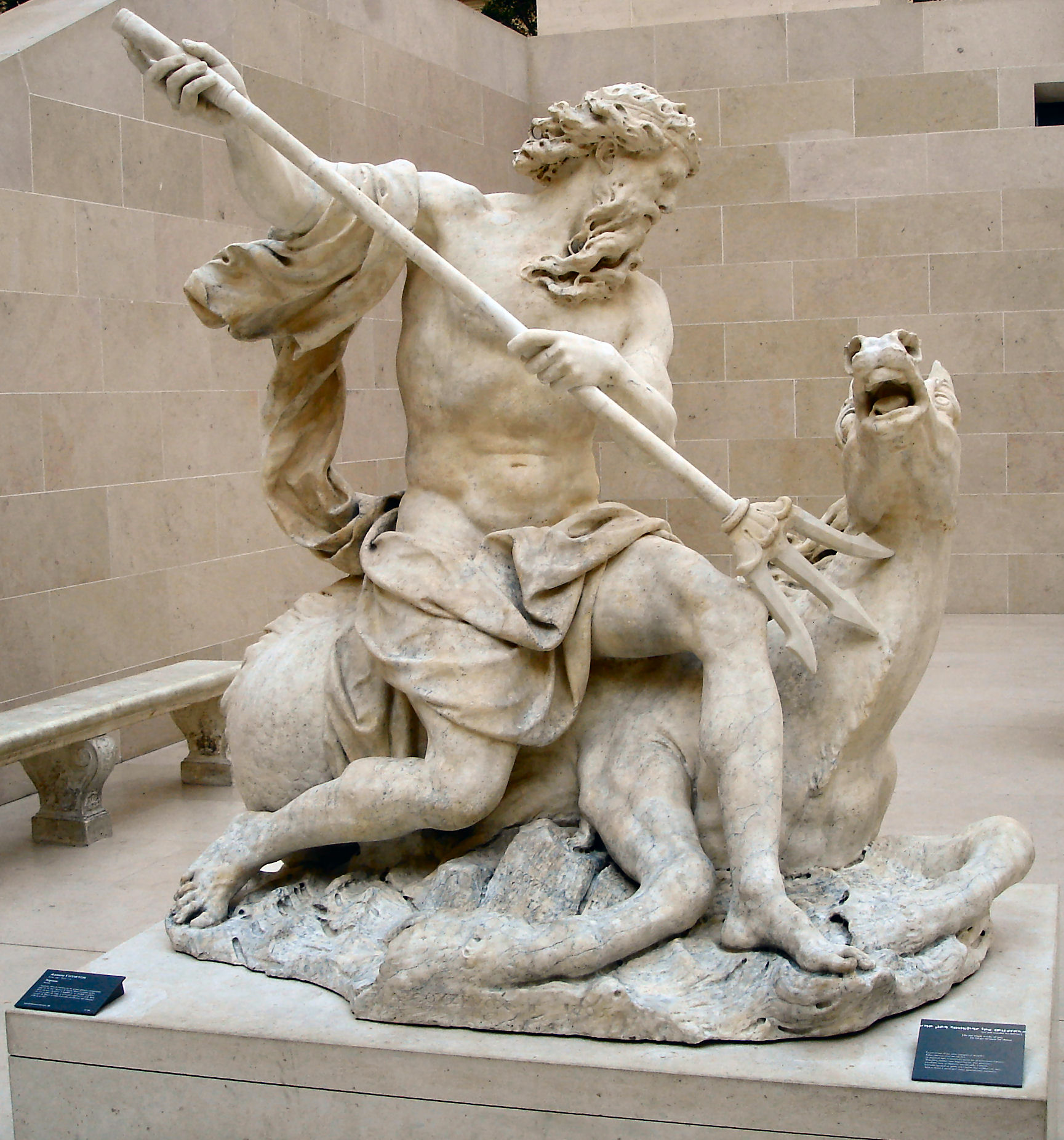
Neptune, Antoine Coysevox, 1705.
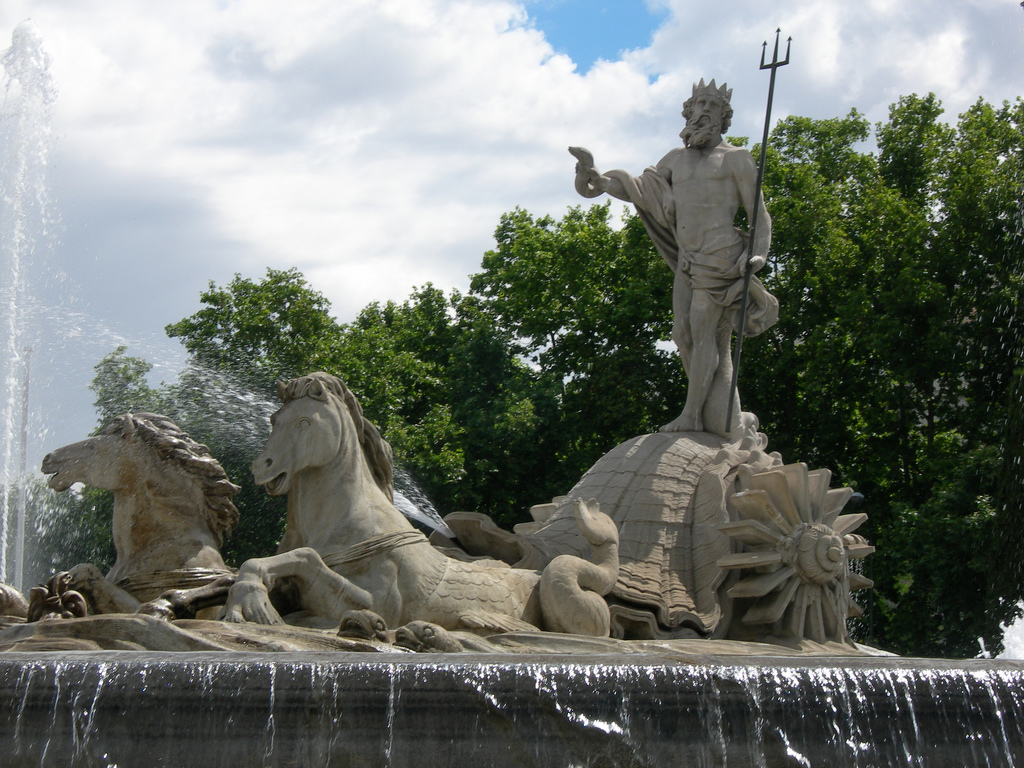
Fontaine de Neptune de Madrid, Ventura Rodríguez, 1786.
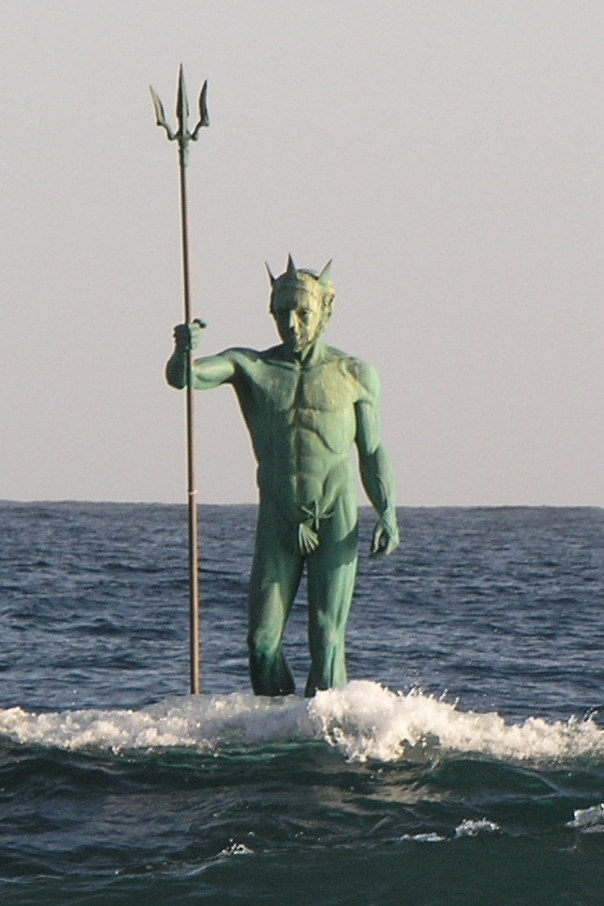
Neptuno del Puntón sur l'île de Grande Canarie, Luis Arencibia, 2001.

### Astronomie
Au XIXe siècle, l'astronomie, s'inspirant des dieux mythologiques romains pour nommer les planètes de notre système solaire, a donné le nom de Neptune à la huitième et dernière planète, une géante bleutée comme les océans. Son symbole astronomique (et astrologique) est d'ailleurs le trident (♆),. On nomme ses nombreux satellites, outre par leur nombre propre, aussi selon une nomenclature numérique dont le numéro représente l'ordre chronologique de leur découverte : par exemple Neptune I (Neptune 1) représente le satellite Triton, découvert en 1846.

### Zoologie
Un coléoptère est appelé le dynaste Neptune.
La posidonie de Méditerranée est une algue envahissante.

### Toponymie
La Grotte de Neptune est une formation karstique côtières découverte au XVIIIe siècle en Italie.
Quelques villes portent le nom du dieu comme la ville moderne de Neptune aux États-Unis.

### Architecture

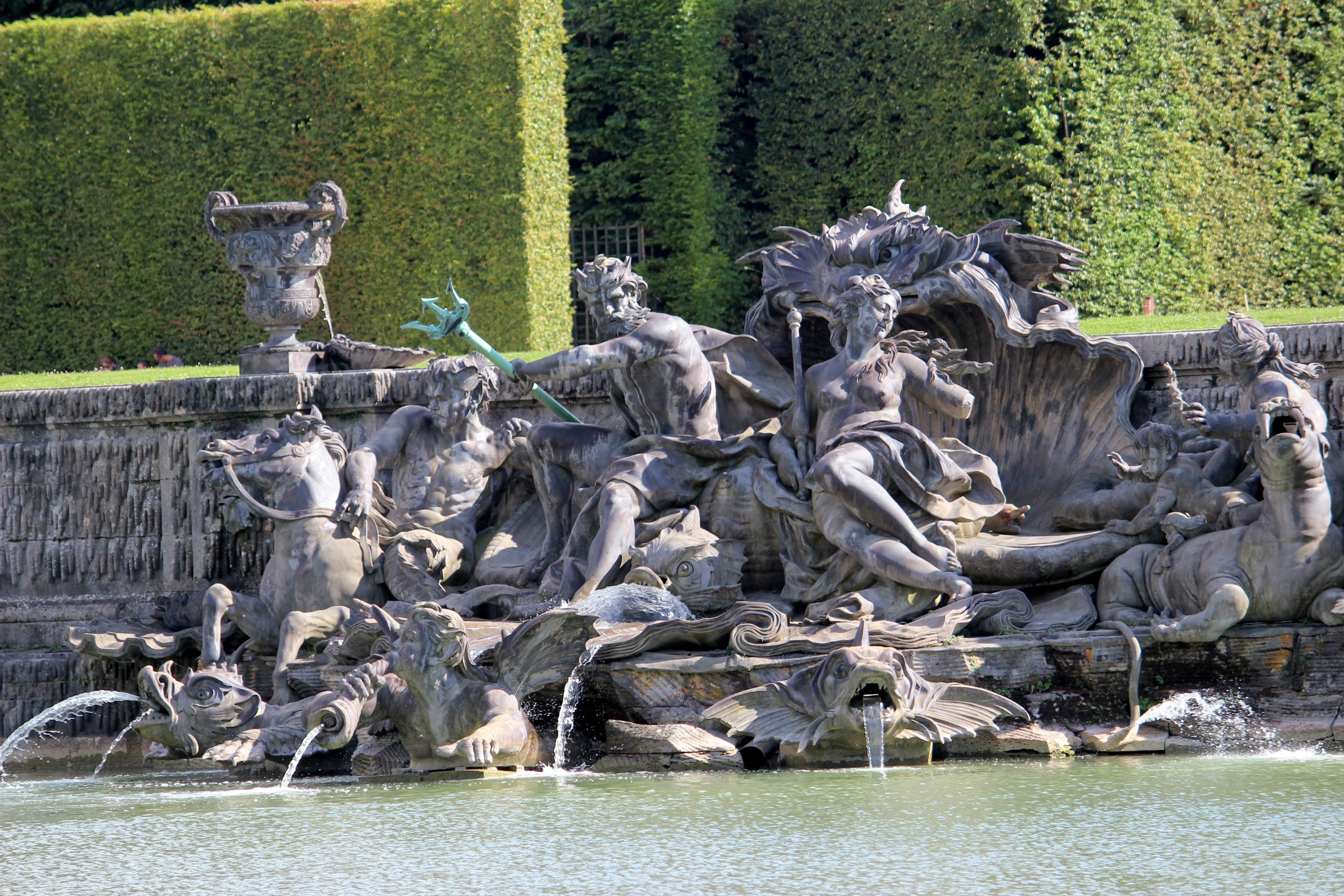
Bassin de Neptune à Versailles, Neptune (Poséidon) et Amphitrite son épouse, au centre, Le Triomphe de Neptune et d'Amphitrite, sculpture en plomb de Lambert Sigisbert Adam, 1736-1740.

Le Bassin de Neptune est l'un des bassins du parc de Versailles.
Le dieu des Eaux a donné son nom à de nombreuses fontaines (Fontaine de Neptune ) et à des écluses (dont l'Escalier de Neptune en Écosse).
La Tour Neptune, à Courbevoie, de 113 mètres de haut, a été construite en 1975 sur les rives de la Seine.

### Autres
Le dieu des mers a donné son nom à plusieurs navires, sous-marins et autres avions de patrouille maritime (comme le Lockheed P-2 Neptune) : 
- le La Neptune, navire français de 80 canons construit en 1803 ;
- les navires HMS Neptune  de la Royal Navy britannique.

Des opérations militaires, souvent amphibies, font écho au dieu marin :
- la première phase du Débarquement de Normandie, c'est-à-dire le bombardement, les parachutages et le transport des troupes et du matériel sur les plages avait pour nom de code Neptune[23] ;
- Neptune's Spear (« Trident de Neptune ») était le nom du raid américain ayant mené à la mort d'Oussama ben Laden[24])

Des stations radios, situées dans des ports, ont été nommées Neptune, par exemple à Brest (Radio Neptune) ou sur l'île d'Yeu (Neptune FM).
En informatique, son nom avait été donné au projet avorté de système d'exploitation Microsoft Neptune.
Favet Neptunus Eunti qui signifie "Neptune favorise ceux qui osent" en latin est la devise de la ville de Nantes.